# Crematory
Crematory är ett gothic/death metal band som bildades 1991 i Westhofen i Tyskland. Bandet splittrades 2002, men återförenades 2004 för att ge ut albumet Revolution. Deras musik jämförs ofta med tidig Sentenced, Fear Factory och Dark Tranquillity.

## Medlemmar
Nuvarande medlemmar
- Markus Jüllich – trummor, programmering (1991– )
- Felix (Gerhard Felix Stass) – sång, growl (1991– )
- Katrin Jüllich (tidl. Katrin Goger) – keyboard, sampling (1992– )
- Rolf Munkes – sologitarr (2015– )
- Jason Matthias – basgitarr (2016– )
- Connie "Connor" Andreszka – sång (2018– )

Tidigare medlemmar
- Marc Zimmer – basgitarr, sång (1991–1992)
- Lothar (Lotte) Först – gitarr (1991–1998)
- Harald Heine – basgitarr (1993–2016)
- Heinz Steinhauser – basgitarr, sång (1993)
- Matthias Hechler – sologitarr, sång (1999–2015)
- Tosse Basler – kompgitarr, sång (2015–2018)

Turnerande medlemmar
- Axel Schott – sång

Bildgalleri

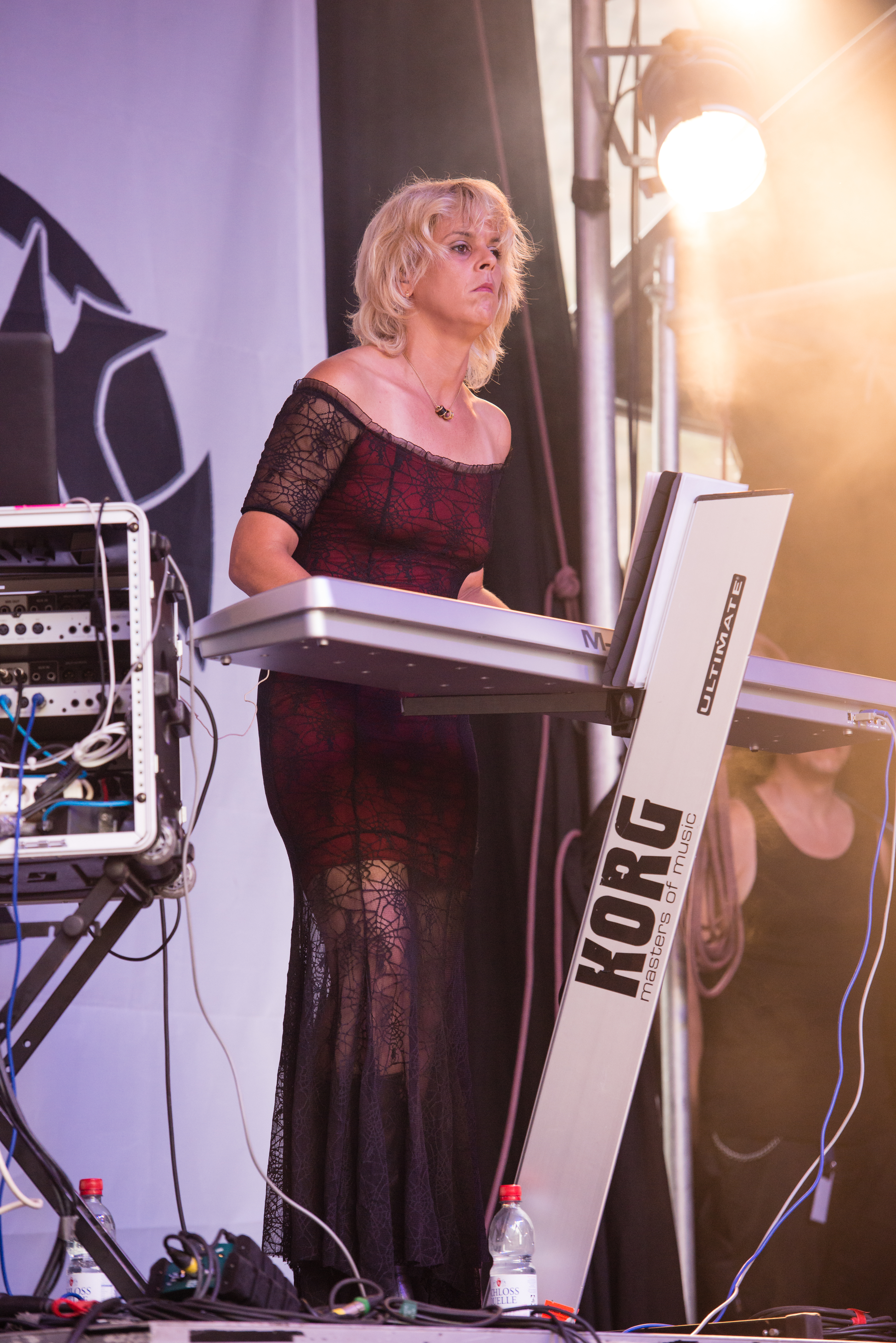
Katrin Jüllich
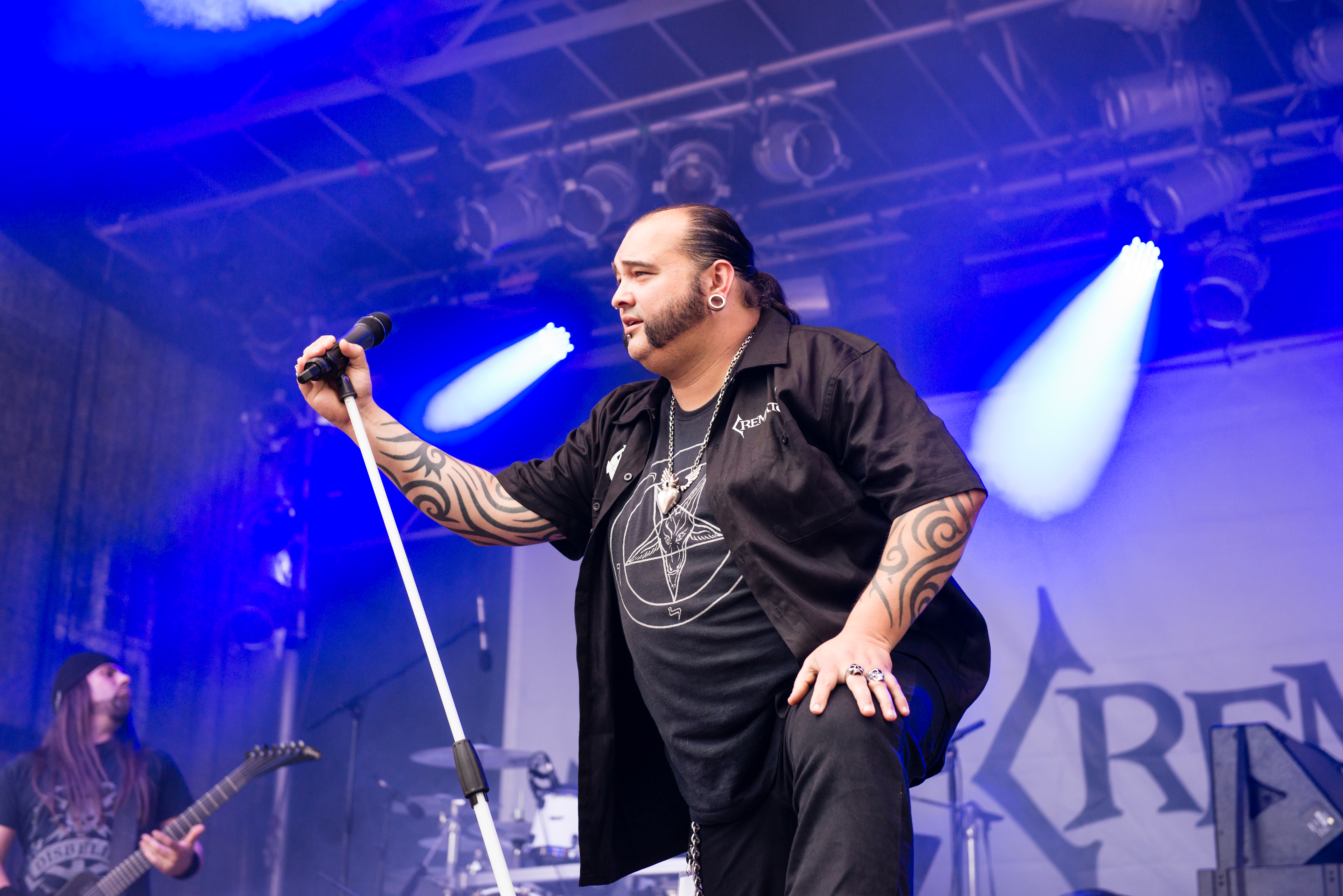
Felix
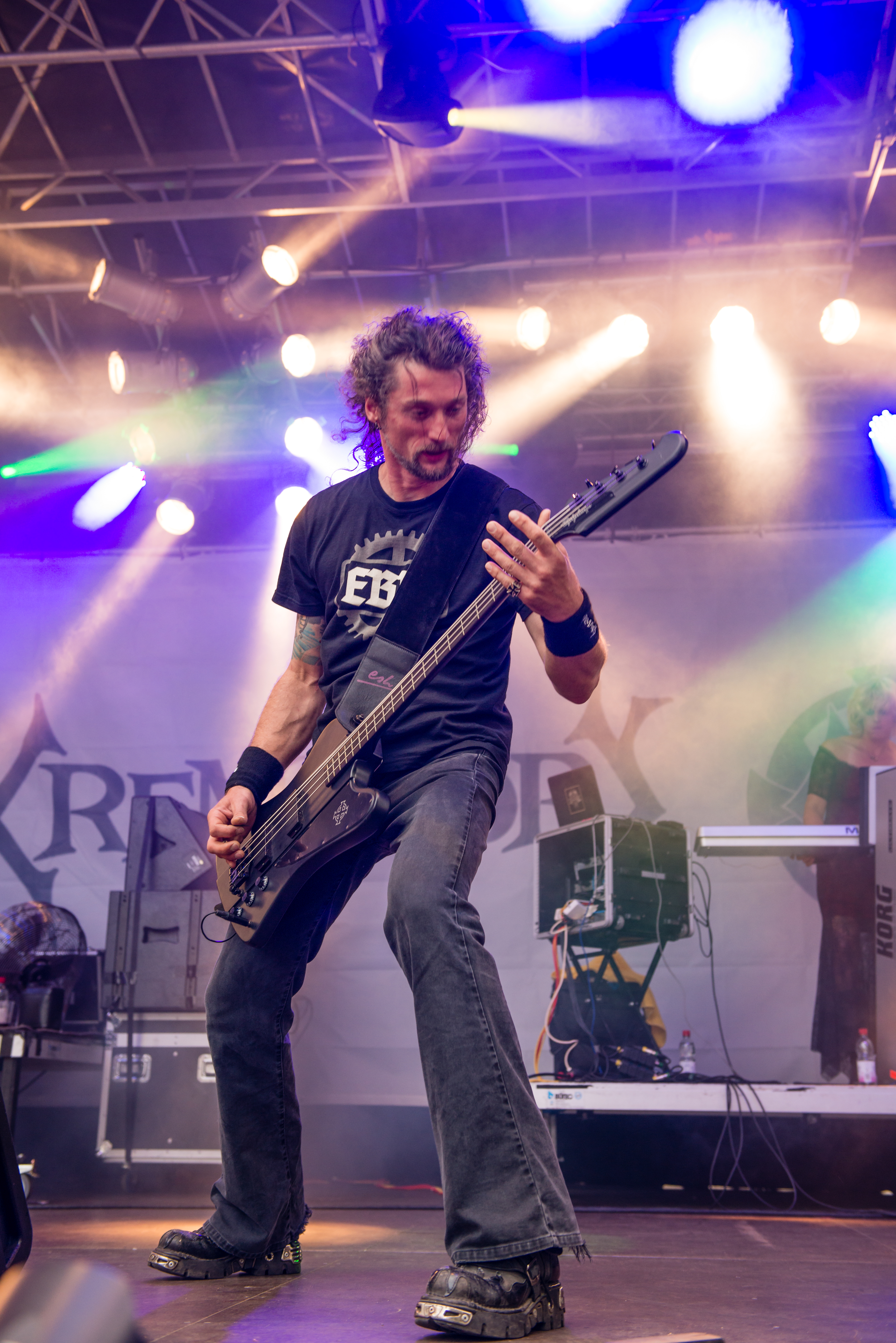
Harald Heine

## Diskografi
Studioalbum
- 1993 – Transmigration
- 1994 –  ... Just Dreaming
- 1995 – Illusions
- 1996 – Crematory (återutgiven som Das Deutsche Album)
- 1997 – Awake
- 1999 – Act Seven
- 2000 – Believe
- 2004 – Revolution
- 2006 – Klagebilder  (också utgiven i begränsad upplaga med Klagebilder Remixcollection och poster)
- 2008 – Pray
- 2010 – Infinity
- 2014 – Antiserum
- 2016 – Monument
- 2018 – Oblivion
- 2020 – Unbroken
- 2022 – Inglorious Darkness
- 2025 – Destination

Livealbum
- 1997 – Live... at the Out of the Dark Festival
- 2001 – Remind
- 2005 – Live Revolution
- 2017 – Live Insurrection

EP
- 1996 – Ist es wahr E.P.
- 1998 – Limited DJ Club CD

Singlar
- 1999 – "Fly"
- 2004 – "Special DJ Edition"
- 2004 – "Greed"
- 2013 – "Shadowmaker"
- 2016 – "Misunderstood"
- 2018 – "Immortal"
- 2018 – "Salvation"
- 2018 – "Stay with me"

Samlingsalbum
- 1996 – Für die Ewigkeit (2CD + VHS)
- 1996 – ...Just Dreaming  / Transmigration
- 1999 – Early Years
- 1999 – Fly / Awake
- 2010 – Black Pearls
- 2013 – Inception (10CD box)
- 2018 – 5 Original Albums in 1 Box (5CD box)